# Userdel
userdel è un comando tipico di molti sistemi operativi Unix e Unix-like che elimina un account dal sistema.

Per eseguire questo comando è normalmente necessario disporre dei privilegi dell'amministratore (root), e l'utente di cui si intende eliminare l'account non deve essere collegato al sistema.

## Sintassi
La sintassi generale di userdel  è la seguente:
```
userdel [
opzioni
] 
nome_utente
```

Le opzioni variano a seconda del particolare sistema operativo. L'unica comunemente presente è -r, che indica di cancellare anche la home directory associata all'account che si vuole eliminare.

## Esempi
Elimina l'account dell'utente mario:
```
# 
userdel mario
```

Elimina l'account dell'utente mario, cancellando anche la sua home directory:
```
# 
userdel -r mario
```